# Ranavalona I
Ranavalona I, o Ranavalo-Manjaka I, nata Rabodoandrianampoinimerina (Ambatomanoina, 1778 – Antananarivo, 16 agosto 1861), è stata regina del Madagascar, succedendo al marito Radama I.
L'efferatezza del suo regno le valse soprannomi come "Ranavalona la Crudele", "Moderna Messalina" e "Bloody Mary". Fu la prima sovrana regnante dell'isola: seguiranno Rasoherina, Ranavalona II e Ranavalona III.

## Biografia

### Ascesa al trono
Rabodoandrianampoinimerina nacque nel 1778. Era una principessa del Regno di Menabe, figlia del principe Andriantsalamanjaka e di sua moglie, la principessa Rabodonandriantompo. Il matrimonio con suo cugino di secondo grado, Radama I, re dei Merina e sovrano del regno di Madagascar, fu quindi un mezzo politico per unificare i due regni malgasci sotto una sola corona. Andò in moglie a Radama I giovanissima. Si sospetta che abbia avvelenato il marito; certamente, appena dopo la morte di Radama, fece sterminare i parenti più prossimi del re per eliminare eventuali altri pretendenti al trono.

### Il regno di Ranavalona

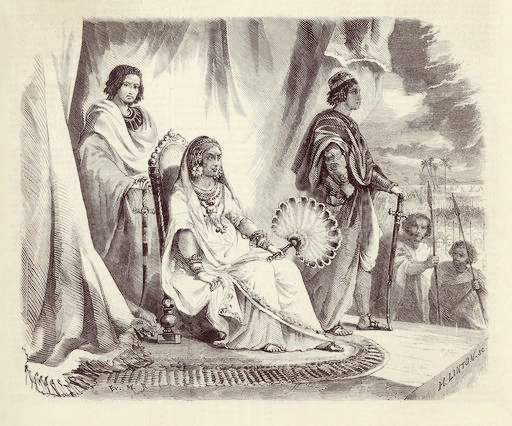
La regina Ranavalona I

Ranavalona I attuò una politica di segno opposto rispetto ai suoi predecessori, Andrianampoinimerina e Radama, che si erano in gran parte ispirati alla cultura europea per riformare il regno Merina. La regina espulse e perseguitò gli stranieri, i missionari ed i convertiti al Cristianesimo: tutti coloro che possedevano una bibbia erano condannati a morte. Le esecuzioni dei cristiani erano particolarmente truci; alcuni venivano fatti cadere dai dirupi, altri venivano coperti di pelle d'animale insanguinata e dati in pasto ai cani, altri ancora venivano legati in gruppi, con pesanti gioghi al collo, e lasciati a morire di fame nella foresta. La forma di esecuzione preferita di Ranavalona consisteva nel calare il prigioniero al fondo di un pozzo e poi ordinare ai soldati di versare nel pozzo catini d'acqua bollente. Si ritiene che circa 150.000 persone siano state giustiziate in questo modo; i cristiani malgasci ricordano il regno di Ranavalona come tany maizina, "il periodo in cui la terra era oscura".
Coerentemente con il suo approccio anti-europeo e anti-cristiano, Ranavalona restaurò molte delle usanze tradizionali malgasce che Andrianampoinimerina e Radama avevano tentato di sradicare, come l'abitudine di avvelenare coloro che erano sottoposti a processo in modo che gli dei potessero provare la loro eventuale innocenza salvandoli.

### Fine del regno
Ranavalona era segretamente osteggiata dal figlio, Radama II, che simpatizzava per il cattolicesimo e per i circoli francesi di Antananarivo. Nel 1854 Radama II scrisse a Napoleone III chiedendogli di invadere il Madagascar e destituire la regina, e il 28 giugno 1855 firmò un documento che concedeva a un uomo d'affari francese di nome Joseph Lambert il diritto esclusivo di sfruttamento delle risorse minerarie del Madagascar, delle foreste e del terreno inutilizzato. Nel 1857 Ranavalona sventò un complotto ai suoi danni, che si ritiene fosse stato ordito proprio dal figlio. Radama II salì al trono solo nel 1861, alla morte della madre. La regina fu tumulata nel Rova di Antananarivo.

## Ascendenza
|                                      |                    |                                             | Genitori                                           |  |  | Nonni |  |  | Bisnonni                                           |  |  | Trisnonni                     |  |
|                                      |                    |                                             |                                                    |  |  |       |  |  | Re Andriambelomasina d'Avaradrano e Imerinatsimo * |  |  | Principe Andriamifonozozoro * |  |
|                                      |                    |                                             |                                                    |  |  |       |  |  | Re Andriambelomasina d'Avaradrano e Imerinatsimo * |  |  | Principe Andriamifonozozoro * |  |
|                                      |                    | Principessa Rangorinimerina *               |                                                    |  |  |       |  |  | Re Andriambelomasina d'Avaradrano e Imerinatsimo * |  |  |                               |  |
| Principe Andriantsimitovizafinitrimo |                    |                                             |                                                    |  |  |       |  |  | Re Andriambelomasina d'Avaradrano e Imerinatsimo * |  |  |                               |  |
|                                      |                    | Principessa Rasoherimananitany *            | Andriampeno Randriambolanambo                      |  |  |       |  |  |                                                    |  |  |                               |  |
|                                      |                    | Principessa Rasoherimananitany *            | Andriampeno Randriambolanambo                      |  |  |       |  |  |                                                    |  |  |                               |  |
|                                      |                    | Principessa Rasoherimananitany *            | Ramanitrandrianstimitovy Rasoherinaraniny          |  |  |       |  |  |                                                    |  |  |                               |  |
| Principe Andriantsalamanjaka         |                    | Principessa Rasoherimananitany *            |                                                    |  |  |       |  |  |                                                    |  |  |                               |  |
|                                      |                    | Andrianampianarivo                          | …                                                  |  |  |       |  |  |                                                    |  |  |                               |  |
|                                      |                    | Andrianampianarivo                          | …                                                  |  |  |       |  |  |                                                    |  |  |                               |  |
|                                      |                    | Andrianampianarivo                          | …                                                  |  |  |       |  |  |                                                    |  |  |                               |  |
| Rabodomanjaka                        |                    | Andrianampianarivo                          |                                                    |  |  |       |  |  |                                                    |  |  |                               |  |
|                                      |                    | Ratomponivololona Ravololonandriantsimitovy | Principe Andriamifonozozoro *                      |  |  |       |  |  |                                                    |  |  |                               |  |
|                                      |                    | Ratomponivololona Ravololonandriantsimitovy | Principe Andriamifonozozoro *                      |  |  |       |  |  |                                                    |  |  |                               |  |
|                                      |                    | Ratomponivololona Ravololonandriantsimitovy | Principessa Rangorinimerina *                      |  |  |       |  |  |                                                    |  |  |                               |  |
| Ranavalona I                         |                    | Ratomponivololona Ravololonandriantsimitovy |                                                    |  |  |       |  |  |                                                    |  |  |                               |  |
|                                      | Andriamiaramanjaka | Andriambemanjaka                            |                                                    |  |  |       |  |  |                                                    |  |  |                               |  |
|                                      | Andriamiaramanjaka | Andriambemanjaka                            |                                                    |  |  |       |  |  |                                                    |  |  |                               |  |
|                                      | Andriamiaramanjaka | Randranobenarivo                            |                                                    |  |  |       |  |  |                                                    |  |  |                               |  |
| Principe Andriandamboranto           | Andriamiaramanjaka |                                             |                                                    |  |  |       |  |  |                                                    |  |  |                               |  |
|                                      |                    | Principessa Ranavalonandriambelomasina      | Re Andriambelomasina d'Avaradrano e Imerinatsimo * |  |  |       |  |  |                                                    |  |  |                               |  |
|                                      |                    | Principessa Ranavalonandriambelomasina      | Re Andriambelomasina d'Avaradrano e Imerinatsimo * |  |  |       |  |  |                                                    |  |  |                               |  |
|                                      |                    | Principessa Ranavalonandriambelomasina      | Principessa Rasoherimananitany *                   |  |  |       |  |  |                                                    |  |  |                               |  |
| Principessa Rabodonandriantompo      |                    | Principessa Ranavalonandriambelomasina      |                                                    |  |  |       |  |  |                                                    |  |  |                               |  |
|                                      |                    | Principe Andriankirahinimerina              | Re Andriambelomasina d'Avaradrano e Imerinatsimo * |  |  |       |  |  |                                                    |  |  |                               |  |
|                                      |                    | Principe Andriankirahinimerina              | Re Andriambelomasina d'Avaradrano e Imerinatsimo * |  |  |       |  |  |                                                    |  |  |                               |  |
|                                      |                    | Principe Andriankirahinimerina              | Principessa Rasoherimananitany *                   |  |  |       |  |  |                                                    |  |  |                               |  |
| Principessa Ramboakovelo             |                    | Principe Andriankirahinimerina              |                                                    |  |  |       |  |  |                                                    |  |  |                               |  |
|                                      |                    | Principessa Ranavalonjananjanahary          | Re Andriambelomasina d'Avaradrano e Imerinatsimo * |  |  |       |  |  |                                                    |  |  |                               |  |
|                                      |                    | Principessa Ranavalonjananjanahary          | Re Andriambelomasina d'Avaradrano e Imerinatsimo * |  |  |       |  |  |                                                    |  |  |                               |  |
|                                      |                    | Principessa Ranavalonjananjanahary          | Principessa Rasoherimananitany *                   |  |  |       |  |  |                                                    |  |  |                               |  |
|                                      |                    | Principessa Ranavalonjananjanahary          |                                                    |  |  |       |  |  |                                                    |  |  |                               |  |